# På vägarna ute i världen
På vägarna ute i världen är en psalm vars text är skriven 1960 av Britt G Hallqvist 1960. Musik är skriven 1984 av Egil Hovland.

## Publicerad i
- Psalmer och Sånger 1987 som nr 707 under rubriken "Tillsammans i världen".[2]
- Segertoner 1988 som nr 622 under rubriken "Tillsammans i världen".[1]
- Psalmer i 90-talet som nr 894 under rubriken "Tillsammans på jorden"
- Psalmer i 2000-talet som nr 958 under rubriken "Tillsammans på jorden"
- Hela familjens psalmbok 2013 som nummer 156 under rubriken "Alla vi på jorden".[3]
- Sång i Guds värld Tillägg till Svensk psalmbok för den evangelisk-lutherska kyrkan i Finland 2015 som nr 888 under rubriken "Kärlekens utmaning".